# Федерация шахмат Азербайджана
Федерация шахмат Азербайджана (азерб. Azərbaycan Şahmat Federasiyası) — организация, занимающаяся проведением соревнований по шахматам на территории Азербайджана.

## Общие сведения
Основана 1 июля 1992 года. Является членом Европейского шахматного союза.
5 мая 2009 года Президент Азербайджана, глава НОК республики Ильхам Алиев подписал указ о государственной поддержке шахмат. Государственная программа охватывала развитие шахмат в 2009—2014 годах.

## Деятельность
Федерацией совместно с Министерством молодёжи и спорта Азербайджана проводится ежегодный турнир «Баку Опен».
В декабре 2024 года федерация подготовила программу поддержки и критерии формирования сборных. Утверждены этические правила поведения шахматистов. Предусмотрена выплата стипендий шахматистам. Стипендии назначаются в зависимости от международного рейтинга.
С января 2025 года шахматисты с рейтингом от 2600 (мужчины) и от 2300 (женщины) с января 2025 года будут получать ежемесячную стипендию. С июля 2025 года вводится требования о минимум 25 играх в год для получения стипендии.

## Руководство федерации

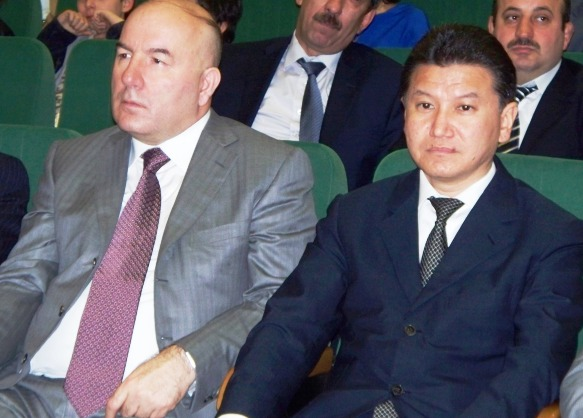
Президент федерации шахмат Азербайджана Эльман Рустамов и президент ФИДЕ Кирсан Илюмжинов

- Президент федерации — Махир Мамедов
- Вице-президент — Фаик Гасанов
- Генеральный секретарь - Илаха Гадимова[6]
- Секретарь квалификационной комиссии — Виталий Сапронов
- Пресс-секретарь — Турал Бахышов

## Президенты федерации
- Айнур Софиева (2002—2007)
- Эльман Рустамов (2007—2021)[7]
- Махир Мамедов (c 26 ноября 2021)[7][8]